# Apneja
Apneja (lat. 16. st. apnoea, < grč. ἄπνοια: izostanak disanja, prema ἀ: odsustvo; πνοή: disanje) predstavlja kratkotrajni prestanak disanja.
Apneju je moguće izazvati i direktnom inhibicijom dišnog centra uz pomoć narkotičnih sredstava poput etera, barbiturata i morfija.
Apneički sindrom ili apneja predstavlja jedan od najčešćih uzroka nesanice. Kad osoba pati od ovog sindroma, probudi se više puta tijekom noći uz prestanak disanja. Zbog neispavanosti i iscrpljenosti, često se osobama s ovim sindromom pogrešno dijagnosticira nesanica. Ponekad se osobe žale na prekomjernu pospanost tijekom dana, što posljedično vodi do dijagnoze hipersomnije. Kao moguća neurološka osnova ovog premećaja spavanja navodi se oštećenje produljene leđne moždine.
Razlikuju se dvije vrste apneičkih poremećaja spavanja: opstruktivni i centralni. Opstruktivni poremećaj spavanja se javlja prilikom opstrukcije dišnih putova, koju izaziva grč mišića ili atonija.
Ako je osobi dijagnosticiran ovaj poremećaj spavanja, imat će veću vjerojatnost za razvoj neuroloških, psihijatrijskih, kardiovaskularnih bolesti.
Dijagnoza opstruktivne apneje se obavlja pomoću cjelonoćne polisomnografije ili kardiorespiracijske poligrafije. Također postavljanje dijagnoze je moguće pomoću endoskopskog pregleda gornjih dišnih putova dok je osoba uspavana.
Liječenje sindroma opstruktivne apneje u spavanju zahtijeva multidisciplinarni pristup, no prije postupka liječenja potrebno je utvrditi uzrok koji je prethodio ovom poremećaju.
Kod osoba s patološkim tjelesnim promjenama, koje su uzrok opstrukcije dišnih putova, bolje je primijeniti kirurško liječenje.
Centralni apneički poremećaj spavanja javlja se vrlo rijetko. Za njega je karakteristično to što živčani sustav jednostavno ne može pospješiti disanje.
Apneički sindrom je najčešće javlja kod muškaraca, gojaznih i starijih osoba.